# Sahnî, Konotop
Sahnî (în ucraineană Сахни) este localitatea de reședință a comunei Sahnî din raionul Konotop, regiunea Sumî, Ucraina.

## Demografie
Componența lingvistică a localității Sahnî
     Ucraineană (98,81%)
     Rusă (1,19%)
Conform recensământului din 2001, majoritatea populației localității Sahnî era vorbitoare de ucraineană (98,81%), existând în minoritate și vorbitori de rusă (1,19%).